# Filomeno Mata
Filomeno Mata är en ort i Mexiko.   Den ligger i delstaten Puebla, i den sydöstra delen av landet, 170 km nordost om huvudstaden Mexico City. Filomeno Mata ligger 705 meter över havet och antalet invånare är 8 973.
Terrängen runt Filomeno Mata är huvudsakligen kuperad. Filomeno Mata ligger uppe på en höjd. Runt Filomeno Mata är det tätbefolkat, med 297 invånare per kvadratkilometer. Närmaste större samhälle är Olintla, 11,1 km söder om Filomeno Mata. Omgivningarna runt Filomeno Mata är en mosaik av jordbruksmark och naturlig växtlighet.